# Echinosaura palmeri
Echinosaura palmeri — вид ящірок родини гімнофтальмових (Gymnophthalmidae). Мешкає в Панамі і Колумбії.

## Поширення і екологія
Echinosaura palmeri мешкають в горах і низовинах на крайньому сході Панами, в провінції Дар'єн на кордоні з Колумбії та в сусідніх районах колумбійського департаменту Чоко. Вони живуть у вологих рівнинних і гірських тропічних лісах, на висоті від 10 до 1500 м над рівнем моря.